# Um Toque de Classe
A Touch of Class (bra/prt: Um Toque de Classe) é um filme britânico, de 1973, dos gêneros comédia e romance, dirigido por Melvin Frank, roteirizado pelo diretor e Jack Rose, com música de John Cameron. Vencedor do Oscar na categoria de Melhor Atriz para Glenda Jackson.

## Sinopse
Casado e com filhos, o vendedor de seguros Steve Blackburn (George Segal), não consegue evitar de colidir com a moderna estilista récem-divorciada Vicki Allessio (Glenda Jackson) onde quer que ele vá. Após algumas bicadas do destino eles acabam engajando uma relação "amorosa" bem moderno: "sexo sem compromisso". Ele sugere um encontro romântico na Espanha, para que não haja risco de serem descobertos… entretanto, nada, absolutamente nada, sai como planejado.

## Elenco
| Ator/Atriz      | Personagem                 |
| --------------- | -------------------------- |
| Glenda Jackson  | Vicki Allessio             |
| George Segal    | Steven 'Steve' Blackburn   |
| Paul Sorvino    | Walter Menkes              |
| Hildegarde Neil | Gloria                     |
| K. Callan       | Patty Menkes               |
| Cec Linder      | Wendell Thompson           |
| Michael Elwyn   | Cecil                      |
| Mary Barclay    | Martha Thompson            |
| Nadim Sawalha   | Gerente Noturno do Hotel   |
| Ian Thompson    | Derek, secretário de Steve |
| Ève Karpf       | Miss Ramos                 |
| David de Keyser | Doutor Alvarez             |
| Gaye Brown      | Dora French                |

## Principais prêmios e indicações
Oscar 1974 (EUA)
- Venceu na categoria melhor atriz (Glenda Jackson)[carece de fontes?]
- Indicado nas categorias melhor filme, melhor roteiro original, melhor trilha sonora, melhor canção original.[carece de fontes?]

Globo de Ouro 1974 (EUA)
- Venceu na categoria de melhor atriz - comédia ou musical (Glenda Jackson) e melhor ator - comédia musical (George Segal).[carece de fontes?]
- Indicado nas categorias de melhor filme (comédia ou musical), melhor roteiro e melhor canção original.[carece de fontes?]

BAFTA 1974 (Reino Unido)
- Indicado nas categorias de melhor atriz (Glenda Jackson) e melhor roteiro original.[carece de fontes?]

Festival de San Sebastián 1974 (Espanha)
- Venceu na categoria de melhor atriz para (Glenda Jackson).[carece de fontes?]